# Junior Watson
Michael Watson, alias Junior Watson, est guitariste et chanteur américain de jump blues.

## Carrière
Watson a pour école le  West Coast blues. Au début des années 1980, il forme le groupe de blues The Mighty Flyers. Il joue avec cette formation pendant 10 ans. Il joue également avec Canned heat dans les années 1990. Watson a travaillé, aussi bien en studio qu'en concert, avec un grand nombre de musiciens de blues, dont Big Mama Thornton, George Smith, Jimmy Rogers, Luther Tucker, Charlie Musselwhite, John Németh, Michael "Pink" Arguello et Kim Wilson.

## Discographie

### En solo
- Long Overdue - 1994 (Black Top 1099)[2]
- Back To Back - 1998 (Crosscut CCD 11059) avec Lynwood Slim
- If I Had A Genie - 2002 (Heart & Soul 10799)[2]
- Jumpin' Wit Junior - 2012 (Regal Radio Records 10038)
- Live From Outer Space - 2012 (Bluebeat Music 103) avec The Red Wagons

### Comme musicien de studio (par ordre alphabétique)
- Chris Kid Andersen - Rock Awhile - 2003 (Blue Soul 2312)
- Bharath & His Rhythm Four - Friday Night Fatty - 2007 (Fatty 2078)
- Bishop / Milite - North South East West - 2004 (Sovereign Records) avec JW-Jones, Mark Hummel, and Gary Primich
- Big Al Blake & The Hollywood Fats Band - Mr. Blake's Blues - 1997 (Blue Collar 7108)
- Brenda Burns - A Song Away From You - 1997 (Big Boss)
- Canned Heat - Reheated - 1988 (SPV 858805; Chameleon/Elektra 89022)
- Canned Heat - Burnin' [live] - 1991 (SPV 848857)
- Canned Heat - Live In Australia - 1993 (Aim 1003)
- Canned Heat - Internal Combustion - 1994 (Aim 1044)
- Canned Heat - Canned Heat Blues Band - 1997 (Rowyno 5020; Ruf 1040)
- Chicago Flying Saucers - LIVE - 1997
- William Clarke - Can't You Hear Me Calling - 1983 (Watch Dog 1005)
- William Clarke - Tip Of The Top - 1987 (Satch 102; Double Trouble [Netherlands] 3016; King Ace 1063)
- William Clarke & Junior Watson - Double Dealin' [1983 sessions] - 2010 (Bluebeat Music 102)
- Teisco Del Rey - The Many Moods Of Teisco Del Rey - 1992 (Upstart 007)
- Johnny Dyer - Johnny Dyer & The L.A. Jukes - 1983 (Murray Brothers, 1004; Blind Pig 5028)
- James Harman - Thank You Baby - 1983 (Enigma 1033)
- James Harman - Extra Napkins - 1988 (Rivera 505; Cannonball 29102)
- James Harman - Mo' Na'kins, Please! - 2000 (Cannonball 29112)
- Shakey Jake Harris - The Key Won't Fit - 1983 (Murray Brothers, 1002)
- Hollywood Fats Band - LIVE - 2000's (Mountain Top) avec Kim Wilson, Rick Estrin, and others
- Mark Hummel - Hard Loving - 1992 (Double Trouble [Netherlands] 3029)
- JW-Jones - Bluelisted - 2008 (NorthernBlues Music 0046)
- Candye Kane - Guitar'd And Feathered - 2007 (Ruf Records 1127)
- Mitch Kashmar Featuring Junior Watson - Nickels & Dimes - 2005 (Delta Groove 103)
- Mitch Kashmar - Wake Up & Worry - 2006 (Delta Groove 109)
- John "Juke" Logan - The Chill - 1993 (Virgin [France] 87834-2; Mocombo Records 55006)
- Lynwood Slim - Lost In America - 1991 (Black Magic [Netherlands] 9017)
- Janiva Magness & Jeff Turmes - It Takes One To Know One - 1997 (Fathead 1001)
- The Mighty Flyers - Radioactive Material - 1981 (Right Hemisphere 6457)
- The Mighty Flyers - File Under Rock - 1984 (Tacoma 7108)
- The Mighty Flyers - From The Start To The Finnish - 1985 (Right Hemisphere 8568)
- The Mighty Flyers - Undercover - 1988 (Special Delivery SPD 1020)
- The Mighty Mojo Prophets - The Mighty Mojo Prophets - 2011 (Rip Cat Records 1102)
- Charlie Musselwhite - In My Time - 1993 (Alligator ALCD 4818)
- Charlie Musselwhite - Rough News - 1997 (Point Blank/Virgin 42856)
- John Németh Featuring Junior Watson - Come And Get It - 2004[3]
- John Németh - Magic Touch - 2007 (Blind Pig 5109)[3]
- Rod Piazza - Harpburn - 1986 (Murray Brothers, 1008; Black Top 1087)
- Snooky Pryor - In This Mess Up To My Chest - 2000 (Antone's 0028)
- David Kid Ramos - West Coast House Party - 2000 (Evidence 26110)
- The Red Wagons - Jumpin' With Friends! - 2012 (independent release/CD Baby) avec Sugar Ray Norcia, Lynwood Slim, Mitch Woods, Igor Prado, and Sax Gordon Beadle
- Sonny Rhodes - I Don't Want My Blues Colored Bright - 1976 (Amigo CD 9024)
- Rob Rio - Banking On The Boogie - 1992 (Boss 004)
- Rob Rio - Fine Young Girl - 1994 (Boss 005)
- Rob Rio - Swing Train - 1996 (Boss 006)
- Jimmy Rogers - Feelin' Good - 1984 (Murray Brothers, 1006; Blind Pig 5018)
- Andy Santana & The West Coast Playboys - Swingin' Rockin' Jumpin' & Jivin' - 1998
- Gary Smith - Blues For Mr. B - 2001 (Mountain Top)
- George "Harmonica" Smith - Boogie'n With George - 1982 (Murray Brothers, 1001; Blind Pig 5049)
- Bill Stuve - Big Noise - 1990 (Tramp 9906)
- Nick Trill - Juggling The Blues - 1999
- Billy Watson - Blowin' Crow - 2007
- Billy Watson - Lucky 7 - 2009
- Kim Wilson - Tiger Man - 1993 (Antone's 0023)
- Kim Wilson- That's Life - 1994 (Antone's 0034)
- Kim Wilson - My Blues - 1997 (Blue Collar 7107)
- various artists - The Blues You Just Would Hate To Lose, Volume 1 [project sampler] - 1996 (Right On Rhythm)